# 桃園国際野球場
桃園国際野球場（とうえんこくさいやきゅうじょう、繁体字中国語: 桃園國際棒球場、英語: Taoyuan International Baseball Stadium）は台湾桃園市中壢区に位置する野球場。中華職業棒球聯盟に所属する楽天モンキーズの本拠地である。2021年7月28日から楽天グループによる10年間の命名権契約により、楽天桃園野球場（らくてんとうえんやきゅうじょう、繁体字中国語: 樂天桃園棒球場、英語: Rakuten Taoyuan Baseball Stadium）と呼称されている。

## 概要
桃園国際野球場は台湾高速鉄道桃園駅特定区の運動園区にあり、敷地は約4ha、地下1階、地上3階、座席数は15,000席である。また球場内に食堂、貴賓席、野球博物館が併設されている。建設工事は2008年12月24日起工、2009年12月12日完成、12月13日に供用が開始された。台湾北部では初の国際規格の野球場、及び完成時から大型電光掲示板を備えた野球場であり、2011年より中華職業棒球連盟の公式戦が開催されている。
2013年のアジアシリーズで開催地として使用された。2015年11月、2015 WBSCプレミア12では台中インターコンチネンタル野球場、台北市立天母野球場とともに台湾の会場の一つとして使用された。
本球場で開催される楽天モンキーズ戦はホーム、ビジターを問わず楽天モンキーズが三塁側のベンチを使用する。
運動園区内にはこの他に野球、ソフトボール兼用練習場が1面、8面のバスケットコート、1面のサッカー場、3面のテニスコート、2面のアイススケートリンク及び運動公園がある。

## 交通
- 桃園機場捷運（桃園捷運機場線）桃園体育園区駅すぐ（2017年3月開業）
- 高鉄桃園駅からタクシーまたは徒歩約2km。
- 中壢駅よりバス14系統に乗車、廣天寺バス停下車、徒歩20分。